# Seboncourt
Seboncourt je obec nacházející se v departementu Aisne v regionu Hauts-de-France v severní Francii.

## Poloha
Obec leží zhruba 18 kilometrů severovýchodně od Saint-Quentinu. Sousedí s následujícími obcemi: Bohain-en-Vermandois (na severu), Vaux-Andigny (na severu a severovýchodě), Mennevret (na východě a severovýchodě), Grougis (na východě a jihovýchodě), Aisonville-et-Bernoville (na jihu), Étaves-et-Bocquiaux (na jihu a jihozápadě) a Fresnoy-le-Grand (na západě).

## Rodáci
- Jean-Marie Loret (1918–1985), zaměstnanec železnice a údajný syn německého diktátora Adolfa Hitlera
- Louis Brassart-Mariage (1875–1933), architekt kostela

### Staré pohlednice

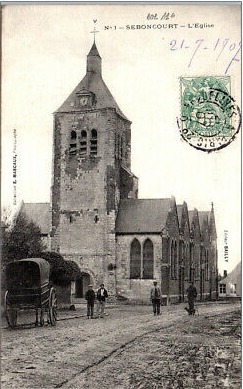
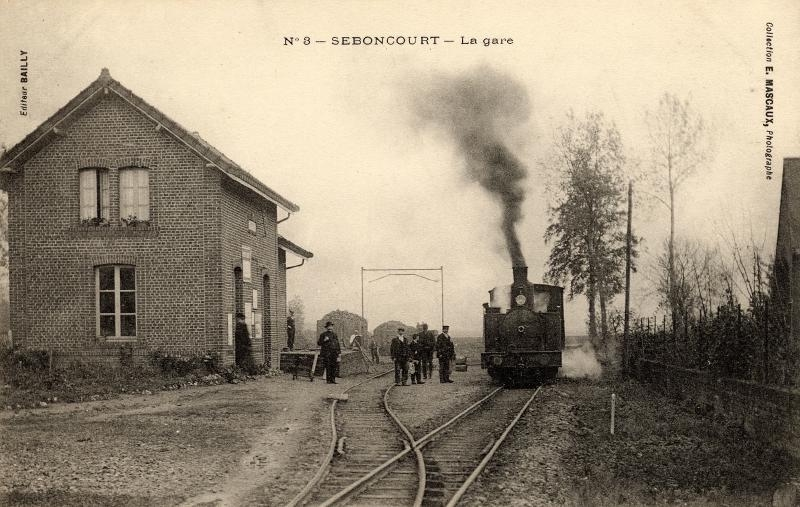
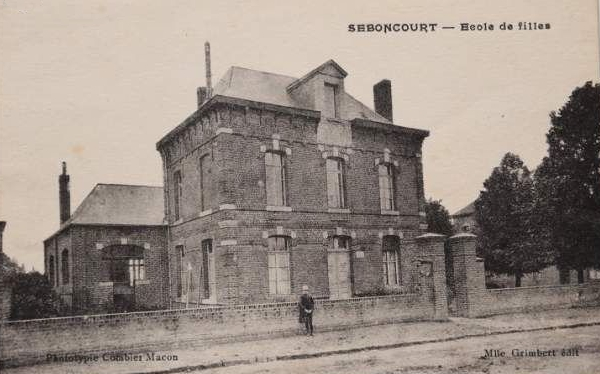
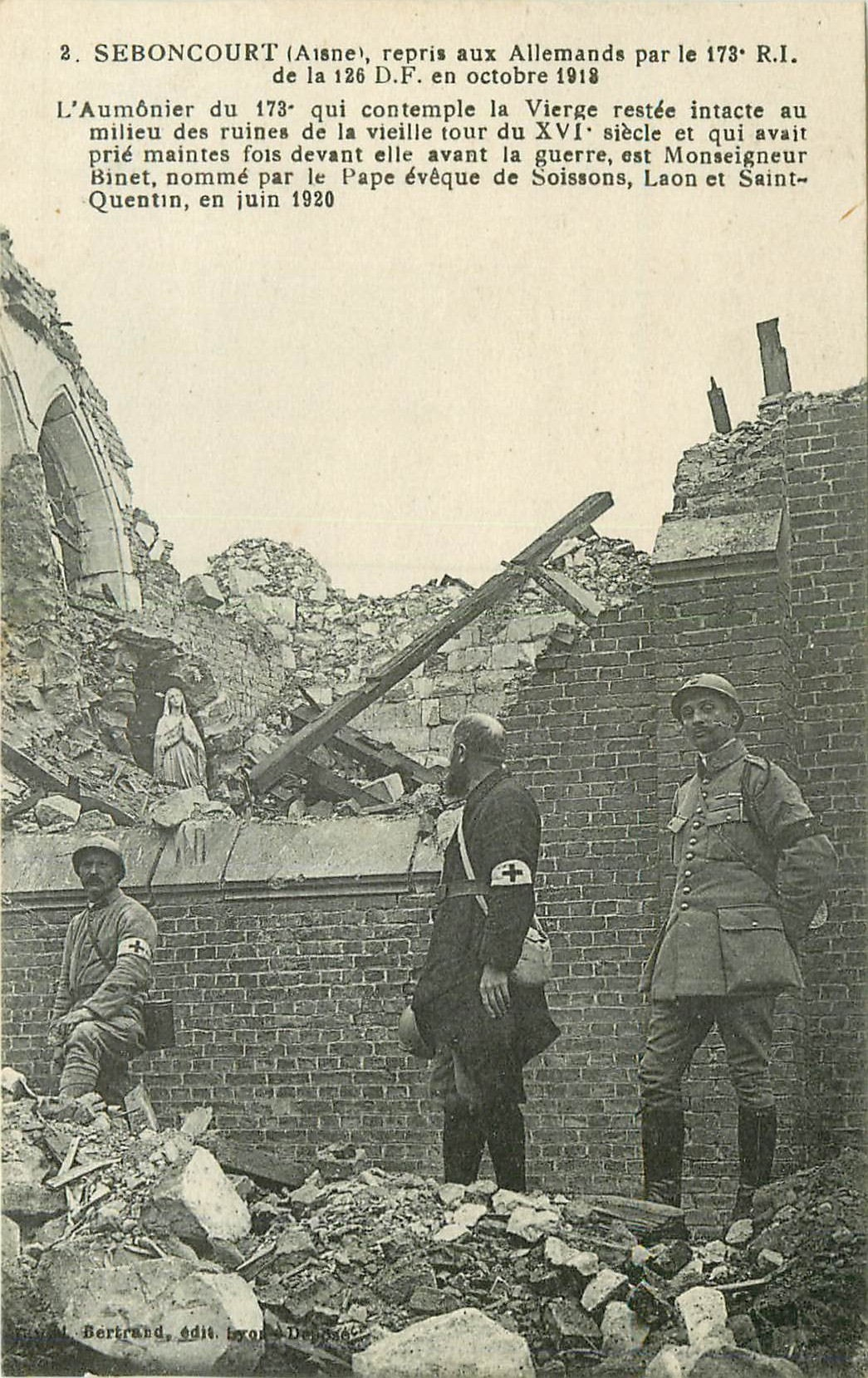
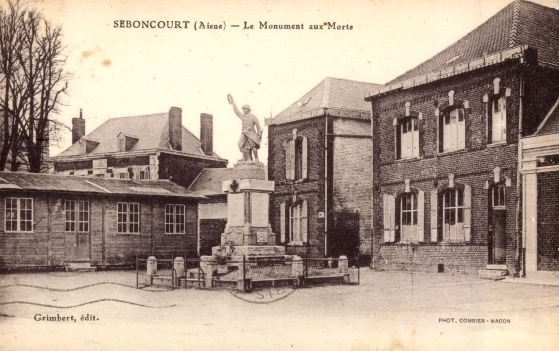

## Galerie

### Místa a památky

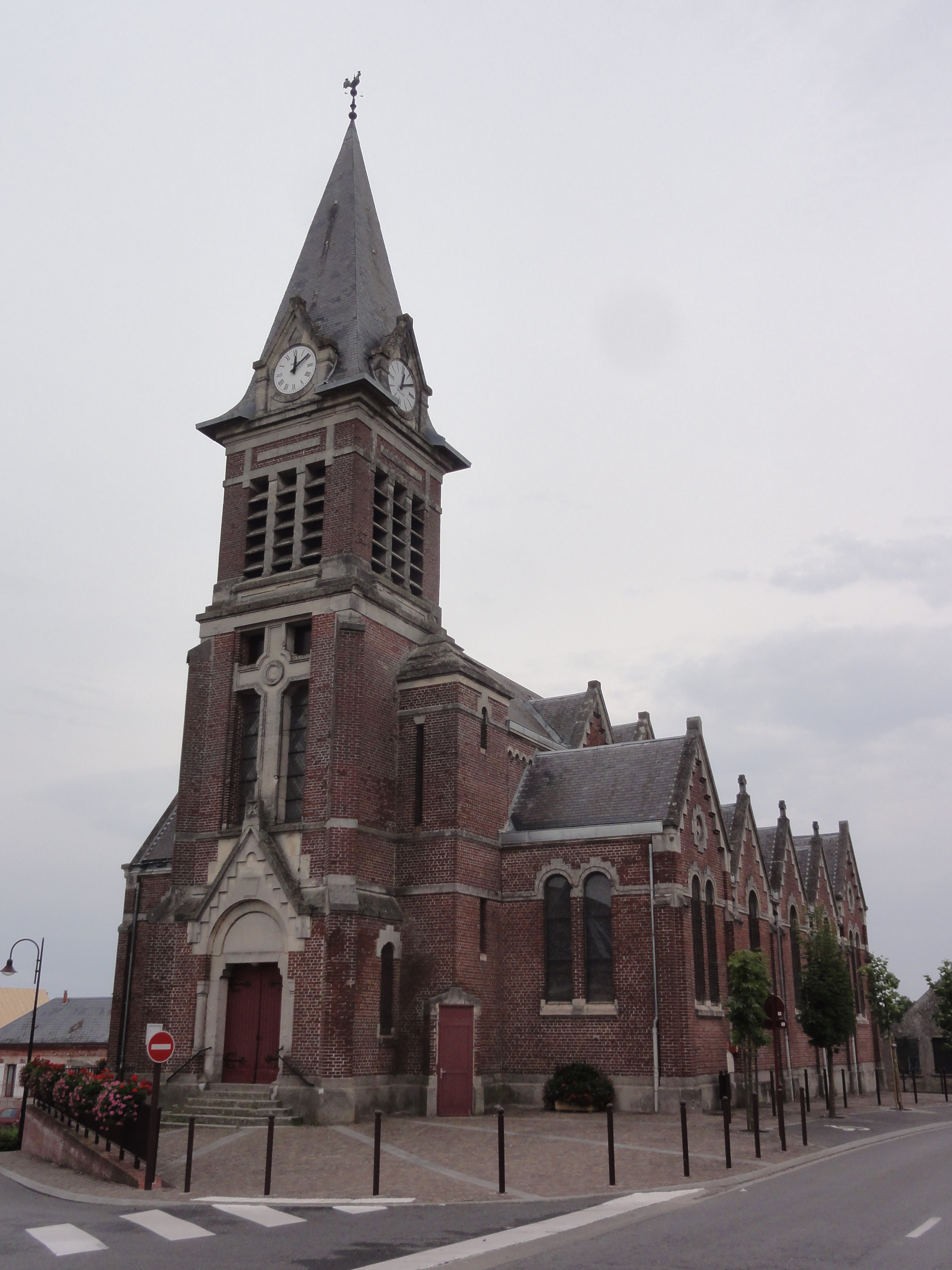
Kostel Sainte-Aldegonde
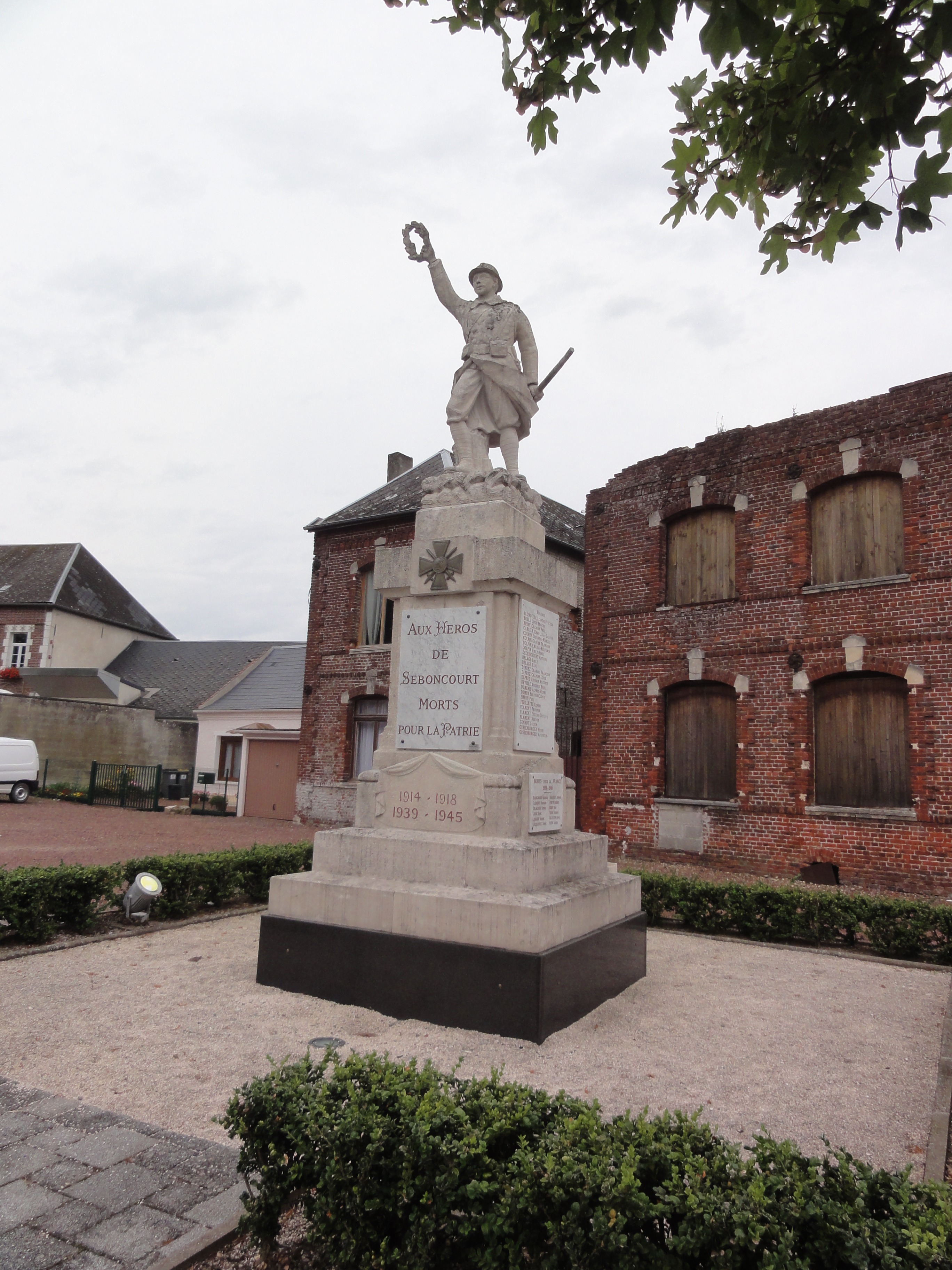
Památník padlým
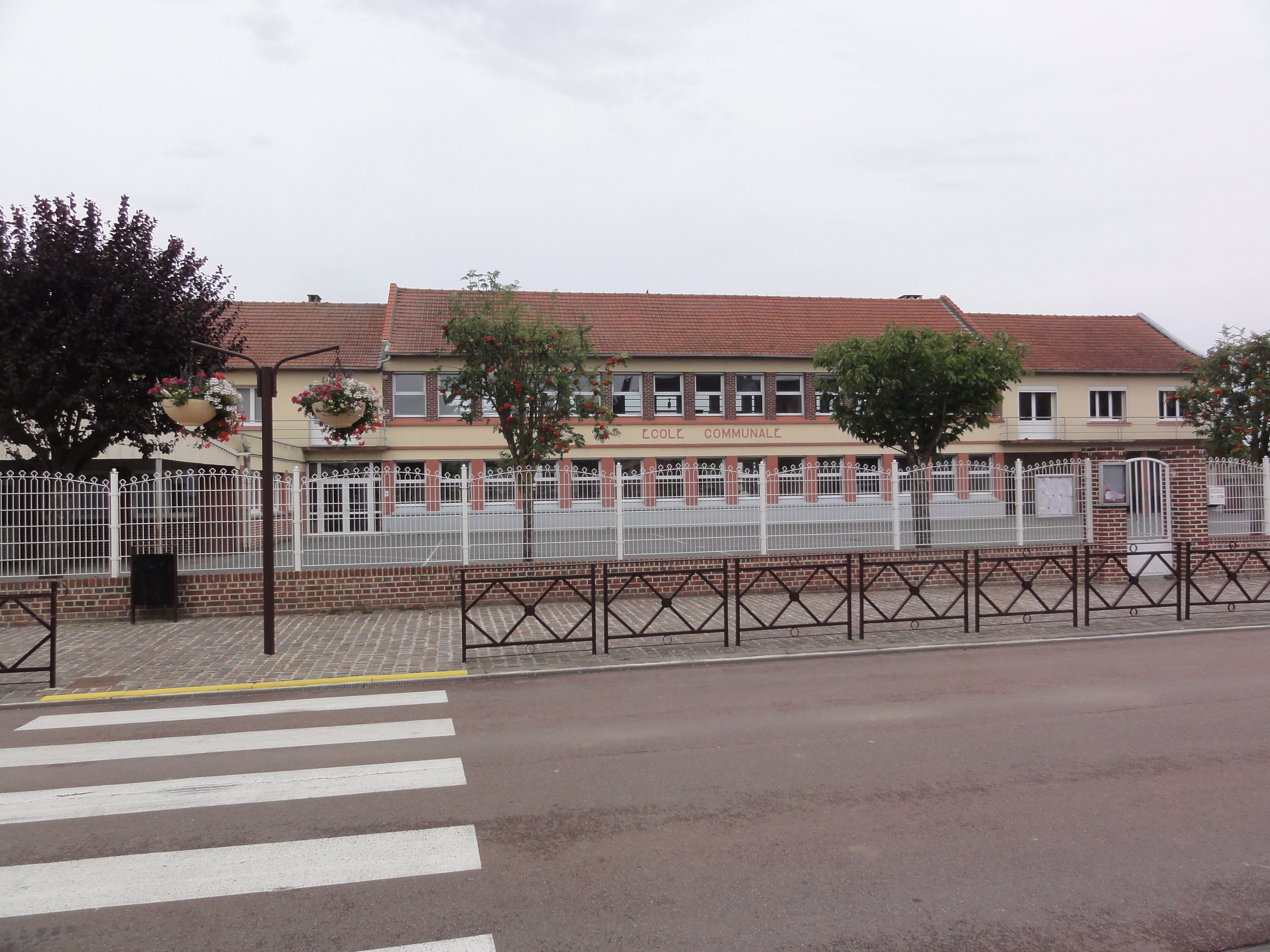
Škola
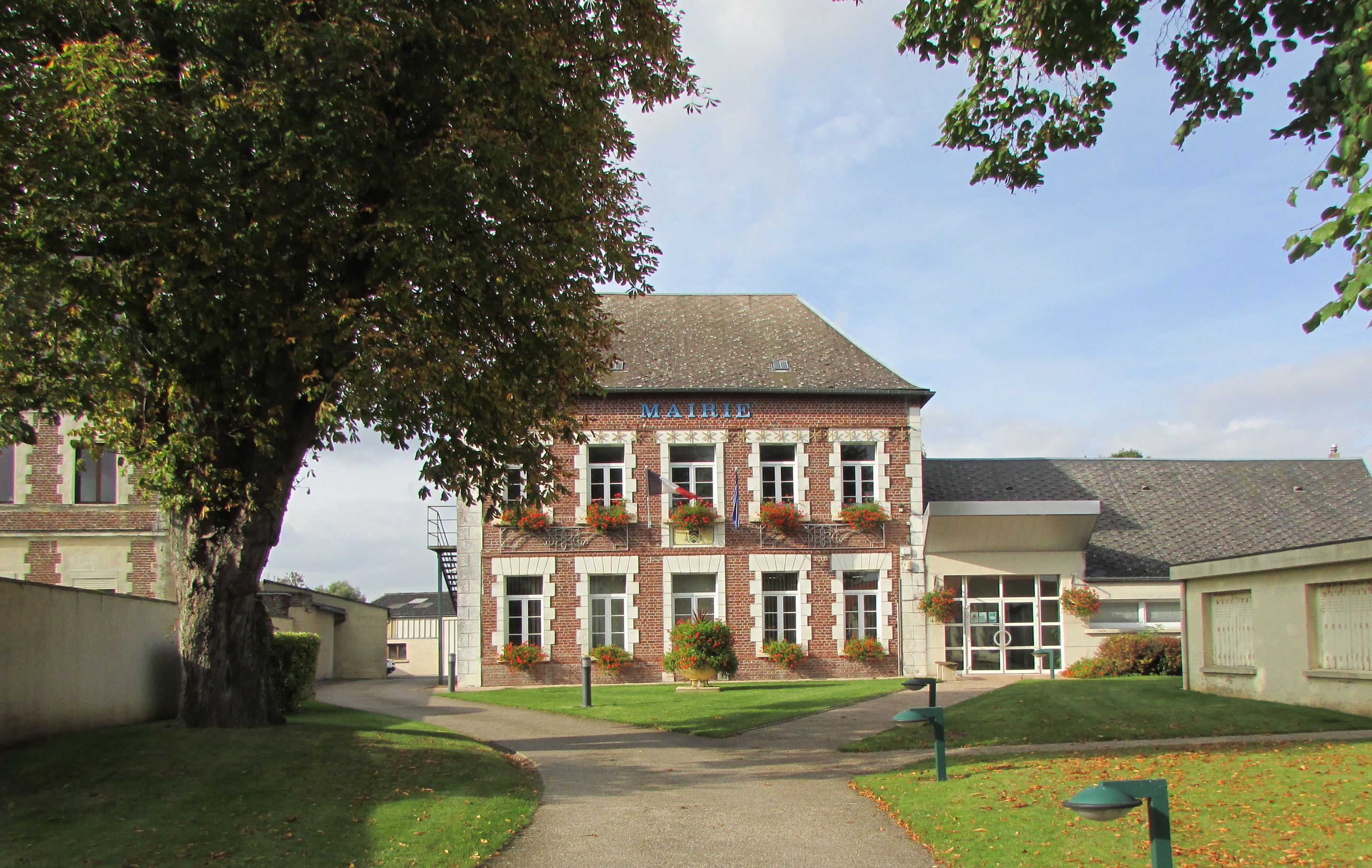
Radnice